# Ameridion schmidti
Ameridion schmidti är en spindelart som först beskrevs av Claude Lévi 1959.  Ameridion schmidti ingår i släktet Ameridion och familjen klotspindlar.
Artens utbredningsområde är Costa Rica. Inga underarter finns listade i Catalogue of Life.